# Ricardo de Albuquerque
Ricardo de Albuquerque é um bairro de classe média e classe média-baixa da Zona Norte do município do Rio de Janeiro.
Seu IDH, no ano 2000, era de 0,807, o 84º melhor do município do Rio de Janeiro.

## História
Suas terras pertenciam ao engenho N. Sra. De Nazaré, dos herdeiros do capitão Bento de Oliveira Braga.
Do lado leste da Estrada de Ferro Dom Pedro II (depois Central do Brasil), uma parte do engenho de Nazaré ficaria com o fazendeiro Luiz Costa, loteador da região. Ali, o “Lar Brasileiro” fundaria, em 1935, o loteamento “Vila N. Sra. de Pompéia” - aprovado na gestão do prefeito Pedro Ernesto -, onde vários logradouros foram abertos e reconhecidos posteriormente, em terrenos da Cia Suburbana de Terrenos e Construções S.A. A Igreja Nossa Senhora de Pompéia, construída na região, teria como seu primeiro vigário o padre Aldolino Gesser.
Possui uma estação ferroviária inaugurada no dia 1º de julho de 1913 em homenagem ao poeta e diretor da ferrovia Coronel José Ricardo de Albuquerque, fica a 24,45 km da Estação Central do Brasil, sendo a quadragésima quarta estação. Na década de 1950 saía desta estação um ramal de uso militar que seguia para base militar no campo de Gericinó e cujo leito acompanhava a estrada do Engenho Novo e dividia um morro em dois, fazendo no meio um corte chamado de “Rasgão”, atualmente extinto e desaparecido.
Na avenida Marechal Alencastro fica o cemitério de Ricardo de Albuquerque, que faz limite com a extensa área militar do campo de Gericinó. À leste da ferrovia, no início do século XX, as terras pertenciam a Dona Joana Fontoura, que vendia lotes próximos a estrada do Camboatá. O coronel Carneiro da Fontoura dela compraria um lote para a sua chácara, para os lados da estrada Dona Joana (atual rua Fernando Lobo) e estrada do Alcobaça (atual rua Alcobaça), naqueles campos e colinas verdejantes, atualmente ocupados por loteamentos proletários e comunidades de baixa renda.
O bairro faz divisa com Realengo à oeste; Anchieta e Parque Anchieta ao norte; Guadalupe ao leste; e Deodoro e Vila Militar ao sul.
Antigamente existiam fazendas nesta localidade, a maior delas sendo conhecida pelo nome de "Sapopemba". O trem àquela época já circulava e fazia paradas nessa região. Por causa dessa fazenda, o nome da estação - e do bairro por extensão - era Parada Sapopemba.

## Cultura
O grupo de pagode Pique Novo teve berço nesse bairro, começando a carreira nesse lugar no final de 1989 e o bairro possui duas escolas de samba: Arame de Ricardo e Império Ricardense.

## Dados
O bairro de Ricardo de Albuquerque faz parte da região administrativa de Anchieta. Os bairros integrantes da região administrativa são: Anchieta, Guadalupe, Parque Anchieta e Ricardo de Albuquerque.
A denominação, delimitação e codificação do bairro foi estabelecida pelo Decreto Nº 3158, de 23 de julho de 1981 com alterações do Decreto Nº 5280, de 23 de agosto de 1985.

## Estação de Trem
Inaugurada em 1913 pela Estrada de Ferro Central do Brasil, a estação atualmente faz parte do Ramal Japeri da concessionária de trens urbanos SuperVia e recebeu sua edificação atual no ano de 2000. Foi umas das 6 estações estratégicas para os Jogos Olimpicos realizados no Rio em 2016.

## Escolas
Jardim Escola Janelinha para o mundo, Colégio Quintanilha, Educandário Newton Monteiro, Faetec, Instituto educacional aprender e aprender, Colégio Ricardense, Coelho Neto, Noronha Santos, Narbal Fontes, Alexandre Farah e Centro Educacional Cassiano Figueiredo.